# Colmar-Berg (zámek)
Colmar-Berg, někdy také pouze Berg (lucembursky: Schlass Bierg, německy: Schloss Berg) je lucemburský zámek, hlavní sídlo lucemburského velkovévody a jeho rodiny. Nachází se ve městě Colmar-Berg, v centrální části Lucemburska.

## Historie
Hrad, který stával na místě dnešního zámku, se poprvé připomíná v roce 1311. Během následujících staletích měnil často majitele, až se na počátku 19. století dostal do držení barona du Pasquier, který jej společně s přilehlým panstvím v roce 1845 prodal nizozemskému králi a lucemburskému velkovévodovi Vilému II. O tři roky později jej nová lucemburská ústava zakotvila jako oficiální sídlo lucemburského velkovévody.

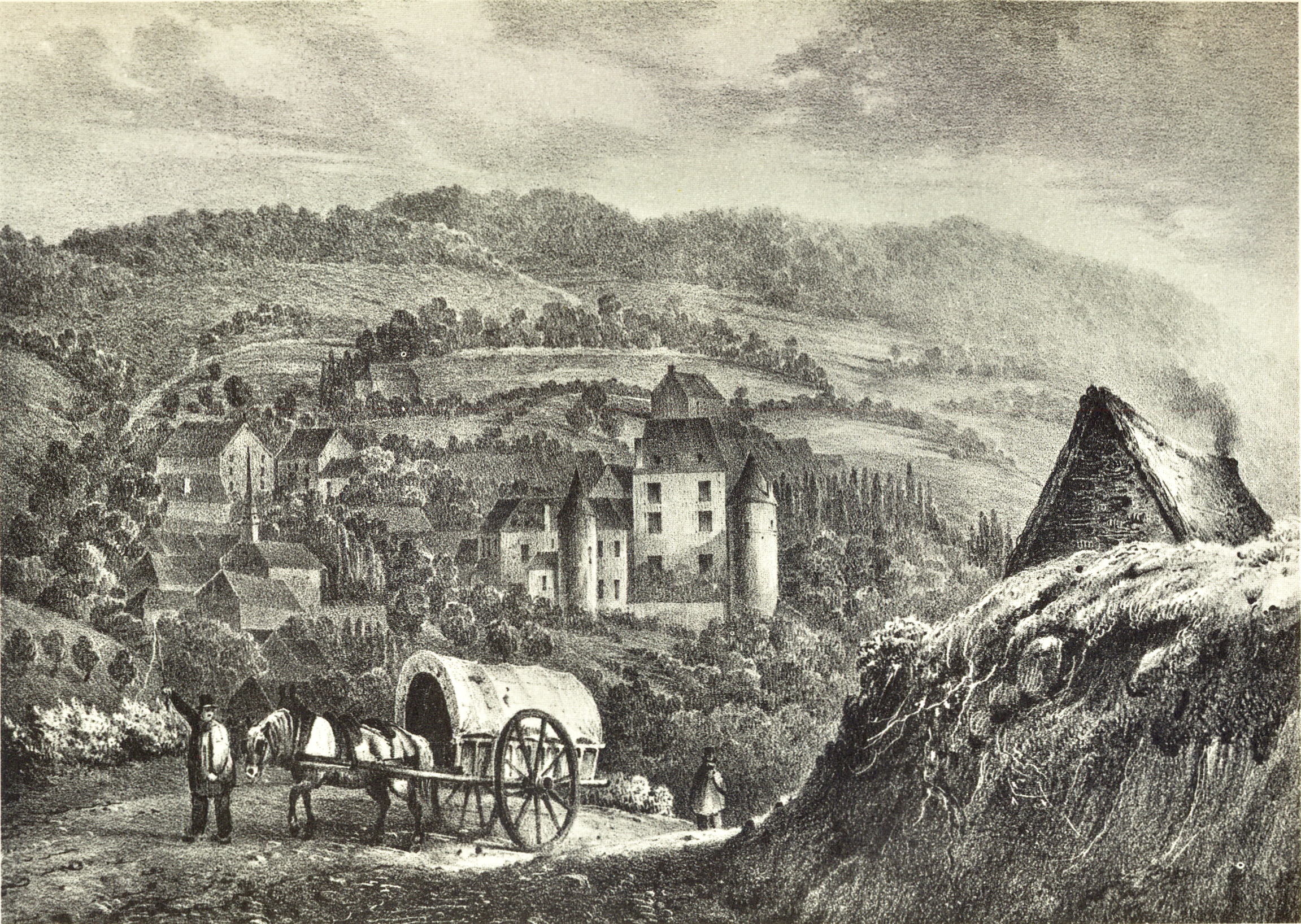
Zámek(tehdy ještě hrad) v roce 1834

Za vlády krále Viléma III. došlo k neogotické úpravě hradu. Vilém III. ovšem v roce 1890 zemřel, aniž by zanechal mužského dědice. Dle rodové smlouvy Nassavské dynastie zdědil lucemburský trůn spolu s hradem Adolf Nassavský, zatímco trůn nizozemský získala Vilémova dcera Vilemína. V roce 1891 se tak novým obyvatelem hradu stal nejstarší syn velkovévody Adolfa, Vilém. Ten nechal starý hrad od základů strhnout a na jeho místě vybudoval v letech 1907 - 1911 nový zámek podle plánů bavorského architekta Maxe Ostenriedera. Stavbu vedl architekt Pierre Funck, pod jehož dohledem byl zámek 9. září roku 1911 dokončen a získal tak dnešní podobu.
V následujících letech zámek jako své sídlo využívali i velkovévodkyně Marie-Adéla a její následnice Šarlota. V roce 1934 zakoupil zámek stát, jelikož finanční údržba zámku byla pro velkovévodskou rodinu příliš náročná. Ovšem čl. 44 lucemburské ústavy zaručuje členům vládnoucí rodiny právo na zámku pobývat a zároveň jej uznává jako oficiální sídlo lucemburského velkovévody(druhým sídlem je Velkovévodský palác v Lucemburku).
Během II. světové války byl zámek zabaven a změněn na elitní dívčí školu. Po skončení války byl zámek velmi poničen a vládnoucí rodina se tam tak nevrátila. Přesto započala nákladná a dlouhá rekonstrukce. Za své sídlo si jej vybral až velkovévoda Jan v roce 1964, kdy nastoupil na trůn. Od té doby je nepřetržitě sídlem hlavy státu.

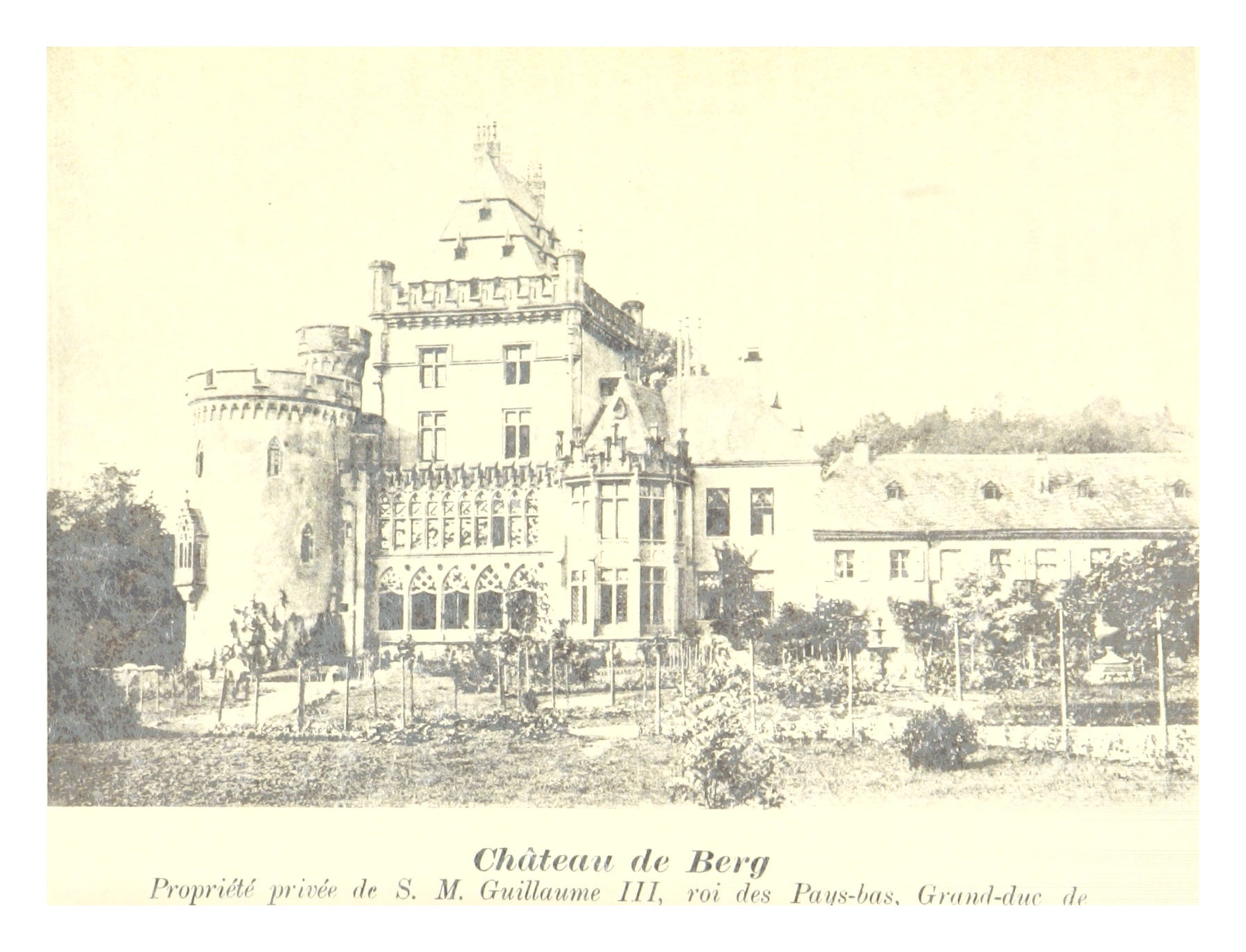
Zámek po neogotických úpravách Viléma III.

Interiéry zámku ukrývají rozsáhlé a cenné sbírky, mj. velkou knihovnu(30 000 svazsků).

## Osoby narozené na zámku Berg
Zámek je rodištěm mnoha členů vládnoucí dynastie, včetně několika monarchů:
- Velkovévodkyně Marie-Adéla (*1894; období vlády: 1912–19)
- Velkovévodkyně Charlotte (*1896; období vlády: 1919–64)
- Velkovévoda Jan (*1921; období vlády: 1964–2000)
- Princezna Marie Gabriela Lucemburská (*1925)
- Princezna Hilda Lucemburská (*1897), pozdější kněžna ze Schwarzenbergu (manželka Adolfa Schwarzenberga), na zámku i zemřela(1979)